# Ashley de Lange
Ashley de Lange (* 1994 in Kapstadt) ist eine südafrikanische Theater- und Filmschauspielerin.

## Leben
De Lange wurde in Kapstadt geboren und wuchs dort auch auf. In ihrem fünften Lebensjahr begann sie mit dem Ballett. An der Waterfront Theatre School belegte sie die Fächer Musical, Drama und Tanz. Später besuchte sie die ACT Cape Town, wo sie sich auf das Filmschauspiel spezialisierte. Seit 2011 tritt sie in verschiedenen Theaterstücken auf. Im Film Cinderella Story 4: Wenn der Schuh passt… von 2016 gab sie in einer Nebenrolle ihr Filmschauspieldebüt. Ihr kamen in ihrer Rolle ihre Kenntnisse aus Gesang und Tanz zugute. 2017 übernahm sie in dem Fernsehfilm Empire of the Sharks eine der Hauptrollen und war im selben Jahr in einer Episode der Fernsehserie Blood Drive zu sehen. 2020 erhielt sie eine Episodenrolle in der Fernsehserie Horror Trips – Wenn Reisen zum Albtraum werden. 2021 verkörperte er in insgesamt 13 Episoden der Fernsehserie G.I.L die Rolle der Rietjie Du Toit. 2024 stellte sie wiederkehrende Rollen in den Fernsehserien Koek und Kelders Van Geheime dar.

## Filmografie (Auswahl)
- 2016: Cinderella Story 4: Wenn der Schuh passt… (A Cinderella Story: If the Shoe Fits)
- 2017: Empire of the Sharks (Fernsehfilm)
- 2017: Blood Drive (Fernsehserie, Episode 1x10)
- 2018: Canary
- 2018: Circle of fate (Fernsehserie)
- 2019: Chin Up! (Fernsehserie)
- 2020: Horror Trips – Wenn Reisen zum Albtraum werden (Banged Up Abroad, Fernsehserie, Episode 13x01)
- 2021: G.I.L (Fernsehserie, 13 Episoden)
- 2024: Koek (Fernsehserie, 10 Episoden)
- 2024: Kelders Van Geheime (Fernsehserie, 85 Episoden)

## Theater (Auswahl)
- 2011: Bernarda
- 2012: Spektakel
- 2013: X+Y (Woordfees)
- 2015–2016: Bad Jews (The Fugard Theatre)
- 2019: Still the Play (Liv Studios)
- 2020: Gly the Musical (Wordsmiths Theatre Factory)